# Natali Germanotta
Natali Veronica Germanotta (ur. 10 marca 1992 w Nowym Jorku) – amerykańska projektantka mody i stylistka pochodzenia włoskiego i francusko-kanadyjskiego. Młodsza siostra Lady Gagi.

## Wczesne życie
Urodziła się 10 marca 1992 w Nowym Jorku jako córka filantropki Cynthii i restauratora Josepha Germanotty. Jest młodszą siostrą amerykańskiej piosenkarki Lady Gagi, którą pieszczotliwie nazywa Stefi. W przeciwieństwie do Gagi, która bardziej interesowała się muzyką, Natali zawsze interesowała się sztuką sceniczną i piękną. Natali samodzielnie zaprojektowała swoją suknię dyplomową. 
Dorastała na Manhattanie, gdzie uczęszczała do prywatnej żeńskiej szkoły. Studiowała na Parsons School of Design, którą ukończyła z licencjatem w 2014.

## Kariera
W 2010 wystąpiła w teledysku do piosenki „Telephone” wykonywanej przez swoją siostrę i Beyoncé, później wystąpiła również w teledysku do piosenki „Joanne”. 
Jako nastolatka Natali zaprojektowała kostiumy do serialu „Simon Says”, który został wydany jesienią 2011 roku. W 2016 zaprojektowała lalkę swojej siostry dla Monster High, lalka ta należy do fundacji Born This Way, założoną przez jej siostrę i matkę. 
Wystąpiła w filmie Narodziny Gwiazdy, w którym główną rolę zagrała jej siostra. W 2019 razem z siostrą pojawiła się na gali rozdania Oscarów.

## Życie Prywatne
Od 2012 jest w związku z Alexem Dolanem, za którego wyszła w czerwcu 2024 w mieście York w stanie Maine.

## Filmografia

### Filmy
| Rok  | Tytuł               | Rola     |
| ---- | ------------------- | -------- |
| 2017 | Gaga: Five Foot Two | ona sama |
| 2018 | Narodziny gwiazdy   | Cameo    |

### Teledyski
| Rok  | Tytuł                                       | Wykonawca          | Rola     |
| ---- | ------------------------------------------- | ------------------ | -------- |
| 2010 | „Telephone”                                 | Lady Gaga, Beyoncé | Więzień  |
| 2018 | „Joanne (Where Do You Think You're Going?)” | Lady Gaga          | ona sama |